# Сулкаярви
Сулкаярви — пресноводное озеро на территории Кестеньгского сельского поселения Лоухского района Республики Карелии.

## Общие сведения
Площадь озера — 1,2 км². Располагается на высоте 275,0 метров над уровнем моря.
Форма озера лопастная, треугольная неправильной формы. Берега изрезанные, на востоке — скалистые, на западе — заболоченные.
Через озеро течёт река Сулкийоки, впадающая в озеро Соваярви, из которого берёт начало река Совайоки. Последняя впадает в озеро Паанаярви, через которое протекает река Оланга, впадающая в Пяозеро.
Ближе к западному берегу озера расположен один небольшой остров без названия.
К западу от Сулкаярви проходит просёлочная дорога.
Населённые пункты вблизи водоёма отсутствуют.
Код объекта в государственном водном реестре — 02020000411102000000742.